# Hasna Benhassi
Hasna Benhassi (arab. حسنة بنحسي; ur. 1 czerwca 1978 w Marrakeszu) – marokańska lekkoatletka, biegaczka średniodystansowa, wicemistrzyni olimpijska z Aten, brązowa medalistka z Igrzysk Olimpijskich w Pekinie, a także finalistka igrzysk olimpijskich w Sydney. 2-krotna wicemistrzyni świata w biegu na 800 m.

## Sukcesy
| Rok  | Zawody                    | Miasto   | Miejsce | Konkurencja |
| ---- | ------------------------- | -------- | ------- | ----------- |
| 2001 | Halowe mistrzostwa świata | Lizbona  | 1.      | 1500 m      |
| 2004 | Igrzyska olimpijskie      | Ateny    | 2.      | 800 m       |
| 2005 | Mistrzostwa świata        | Helsinki | 2.      | 800 m       |
| 2006 | Halowe mistrzostwa świata | Moskwa   | 3.      | 800 m       |
| 2007 | Mistrzostwa świata        | Osaka    | 2.      | 800 m       |
| 2008 | Igrzyska olimpijskie      | Pekin    | 3.      | 800 m       |

## Rekordy życiowe
- 400 m: 52,74 s (2002)
- 800 m: 1.56,43 min (2004), rekord kraju
- 1000 m: 2.33,15 min (1999), rekord kraju
- 1500 m: 4.02,54 min (2003)